# Werther (opera)
Werther è un dramma lirico in quattro atti di Jules Massenet su libretto in francese di Édouard Blau, Paul Milliet e Georges Hartmann, tratto dal romanzo epistolare I dolori del giovane Werther di Goethe.

## Storia
Massenet iniziò a lavorare su questo progetto fin dal 1880 e lo scrisse poi principalmente negli anni tra il 1885 e il 1887. La prima rappresentazione (con libretto tradotto in tedesco da Max Kalbeck) avvenne solo nel 1892, il 16 febbraio alla Wiener Staatsoper, dove riscosse un buon successo.
Nello stesso anno il 13 novembre avvenne la prima al Deutsches Nationaltheater di Weimar e la prima rappresentazione della versione in francese il 27 dicembre al Grand Théâtre di Ginevra.
Il 16 gennaio 1893 avviene la prima nel Théâtre national de l'Opéra-Comique di Parigi ed il 24 gennaio al La Monnaie/De Munt di Bruxelles.
L'opera debutta oltreoceano il 29 marzo 1894 all'Auditorium Building di Chicago con Jean de Reszke diretto da Luigi Mancinelli, mentre nel Regno Unito la prima è stata l'11 giugno dello stesso anno alla Royal Opera House di Covent Garden a Londra, sempre con De Reszke per la Sir Augustus Harris Opera Company.
Per quanto riguarda le prime esecuzioni in Italia, Werther debutta a Milano il 1º dicembre 1894 e poi al Teatro alla Scala il 20 marzo 1895 nella traduzione di Giovanni Targioni-Tozzetti e Guido Menasci con Rosina Storchio. Sarà poi al Teatro La Fenice di Venezia il 18 aprile 1897, al Teatro Costanzi di Roma va in scena il 3l Teatro Apollo e al Teatro Comunale) e il 6 gennaio 1906 al Teatro Regio di Parma.
Nel 1902 Werther venne allestito a San Pietroburgo in una particolare edizione con il baritono Mattia Battistini nel ruolo di titolo, originariamente scritto per tenore, adattato appositamente al registro di baritono dal compositore francese, tale era all'epoca il prestigio del cantante italiano.
Nel 1928 ebbe luogo la millesima recita al Théâtre national de l'Opéra-Comique con Giuseppe Lugo.
Nel 1934 Franco Ghione la dirige la Teatro Alla Scala di Milano con Tito Schipa nel ruolo di Werther e Gianna Pederzini nel ruolo di Carlotta.

## Trama

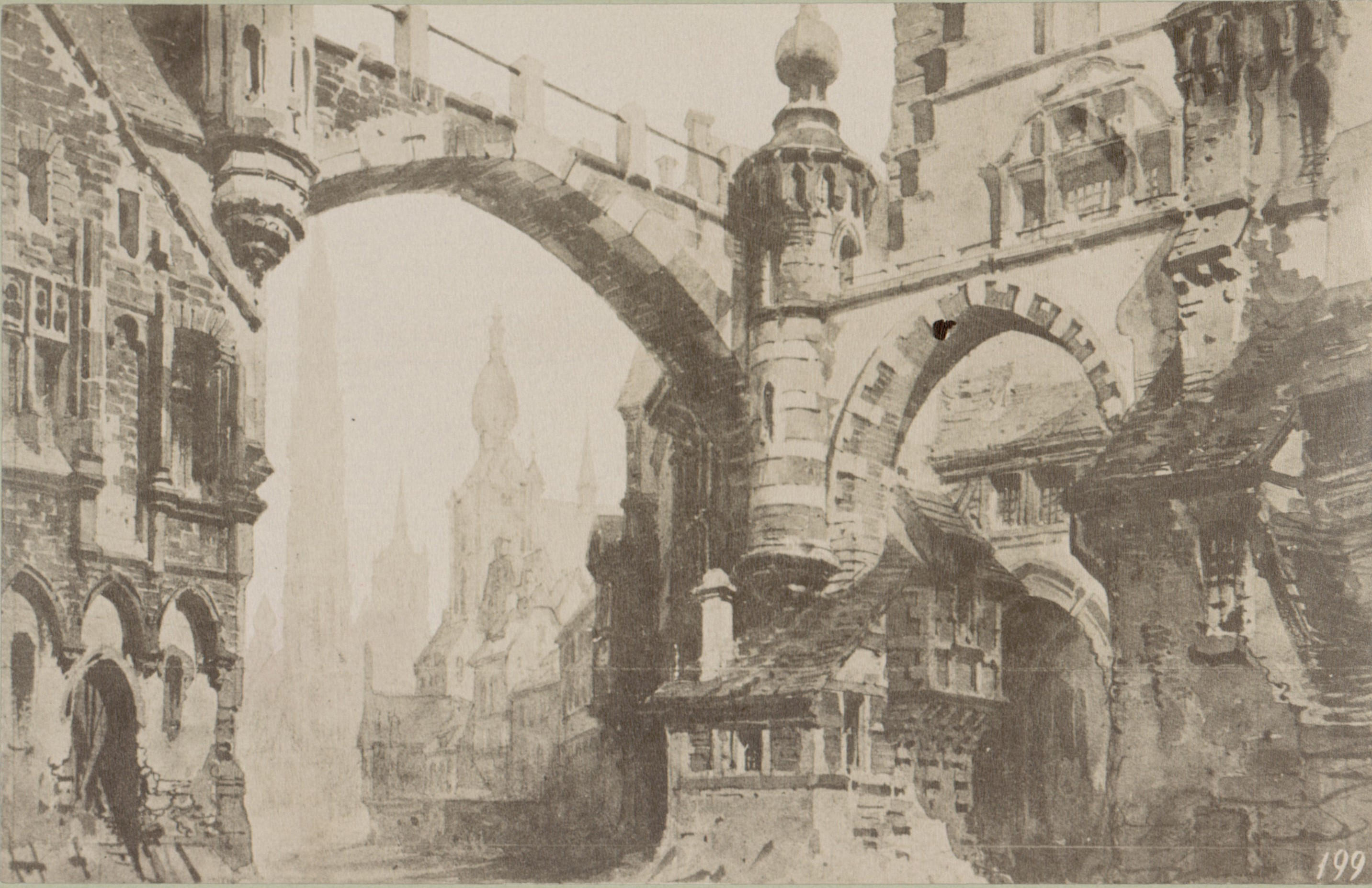
A Wetzlar. La piazza, nel fondo la chiesa, bozzetto di Carlo Ferrario per Werther (1864).

L'azione si svolge nell'anno 1780 a Wetzlar, città nell'Assia.

### Atto primo
È il mese di luglio e in casa del borgomastro fervono i preparativi per una festa da ballo; malgrado la concitazione, l'uomo non rinuncia a impartire ai suoi numerosi figli una lezione di canto, insegnando loro una melodia che i bambini intoneranno molti mesi dopo, nel giorno di Natale; nel frattempo Sophie, la giovane secondogenita, assiste la sorella maggiore Charlotte nei preparativi. Molti amici iniziano a recarsi nella casa del borgomastro: tra essi c'è il giovane e sensibile Werther, che al suo arrivo rimane incantato dal rigoglioso giardino dell'abitazione (Je ne sais si je veille). Il borgomastro lo presenta a Charlotte: il ragazzo se ne innamora seduta stante, e ottiene il privilegio di farle da cavaliere al ballo.
Sophie, rimasta sola a casa, viene raggiunta da Albert, fidanzato di Charlotte, che fa ritorno da un lungo viaggio: l'uomo rimane deluso dal fatto che la sua ragazza si sia recata al ballo in compagnia di un altro uomo, ma Sophie lo rassicura circa la fedeltà e la serietà del sentimento della sorella (Elle m'aime). I due si congedano e rientrano Werther e Charlotte: il giovane le dichiara il suo amore, ma la ragazza gli parla della promessa, fatta alla madre morente, di sposare Albert. Werther, pur affranto, non si oppone (Il faut nous séparer) e fugge via sconsolato.

### Atto secondo
Nella piazza cittadina si celebrano le nozze d’oro del pastore. Albert e Charlotte sono sposati da tre mesi e gli amici brindano alla loro unione, mentre Werther, poco lontano, si tormenta nel vedere la sua amata moglie di un altro uomo. Il ragazzo viene poi raggiunto da Albert che, conoscendo i suoi sentimenti, gli dichiara la propria stima per aver rinunciato a Charlotte. Poco dopo Sophie, innamorata di Werther, lo invita a ballare, ma egli la ignora e si reca presso la chiesa della città per dichiarare ancora una volta il suo amore a Charlotte. Sdegnata, ella lo rifiuta per la seconda volta e gli consiglia di allontanarsi per qualche tempo: Werther, disperato, decide di partire, ma le promette che tornerà a trovarla il successivo Natale nella speranza che lei possa aver cambiato idea. Sophie torna a invitare Werther alle danze, ma questi la scaccia in malo modo e le comunica che se ne andrà per sempre: a questa notizia la giovane scoppia in lacrime. Albert, che assiste non visto all'intera scena, comprende che Werther non ha mai cessato di amare la sua Charlotte.

### Atto terzo
La vigilia di Natale Charlotte rilegge una lettera di Werther: le parole ardenti del giovane la rendono inquieta, poiché si rende conto di ricambiare in qualche modo l'affetto del giovane. Quando Sophie le chiede se l’assenza di Werther la rattristi (Je vous écris), Charlotte non riesce a dissimulare i propri sentimenti e cade in un pianto dirotto. Sopraggiunge proprio in quel momento Werther, che è tornato per tenere fede alla promessa fatta alla sua amata. Rimasto solo con Charlotte, Werther le legge alcuni versi di Ossian da lui appassionatamente tradotti: in questo modo vince le sue resistenze e le strappa un bacio, ma dopo questo fugace momento di abbandono la donna s'infuria e si chiude nella propria camera (Pourquoi me réveiller). Werther comprende che, pur ricambiando il suo amore, Charlotte non violerà mai il giuramento, e fugge disperato. Sopraggiunge Albert, il quale, intuendo cosa sia accaduto tra Werther e Charlotte, rimprovera sua moglie: quando, poco più tardi, Werther gli chiede in prestito le sue pistole col pretesto di dover fare un lungo viaggio, al colmo della gelosia lui gliele consegna, pur sapendo che le utilizzerà per uccidersi. Charlotte intuisce a sua volta la verità e si precipita a casa di Werther.

### Atto quarto
È suonata la mezzanotte di Natale. Werther ha adoperato le pistole di Albert per spararsi al petto e giace morente nel suo studio; arriva Charlotte e, sentendo la sua voce, il giovane si rianima per un attimo, giusto il tempo di chiederle perdono: la donna vorrebbe andare a chiedere aiuto, ma lui glielo impedisce, per potersi beare della sua visione negli ultimi momenti della sua vita; poiché suicidandosi ha perduto il diritto alla sepoltura, Werther la prega di garantirgli un riposo sereno. (Là-bas, au fond du cimitière). Charlotte ha appena il tempo di confessargli di averlo sempre amato, rimproverandosi di aver sacrificato i propri sentimenti per tener fede al giuramento. Reso felice da quella confessione Werther muore, mentre nella strada adiacente risuonano sinistri i canti natalizi dei figli del borgomastro.

## Organico orchestrale
Due flauti (2º anche ottavino), due oboi (2º anche corno inglese), due clarinetti (2º anche clarinetto piccolo), sassofono contralto, due fagotti, quattro corni, due trombe (anche cornette), tre tromboni, basso tuba, timpani, grancassa, triangolo, tamburello basco, arpa, archi

## Discografia parziale
- Werther - Pappano/Villazón/Koch/Royal Opera House, Covent Garden, 2011 Deutsche Grammophon
- Werther - Davis/Carreras/Stade/Allen, 1980 Decca

## DVD & BLU-RAY parziale
- Werther - Plasson/Kaufmann/Koch/Tézier, 2010 Decca